# Гафрон, Ханс
Ханс (Ганс) Гафрон (нем. Hans Gaffron; 17 мая 1902, Лима — 18 августа 1979, Фалмут, Массачусетс) — американский биолог, биохимик и педагог немецкого происхождения; доктор философии.

## Биография
Ханс Гафрон родился 17 мая 1902 года в Южной Америке, в столице Перу городе Лиме в семье немецкого врача Карла Эдуарда Гафрона (1861—1931) и его жены Йоханны Хедвиги Элизы Эмили фон Гевекот (нем. Johannа Hedwig Elisа Emilie von Gevekot), которые вступили в брачный союз в 1900 году. В Новый Свет Эдуард Гафрон приехал в 1892 году, последовав за своим братом Германом Адольфом Гафроном, который обустроил в Перу свой бизнес, и вскоре открыл в Лиме одну из первых специализированных офтальмологических практик в стране. Помимо сына Ханса у них, в 1908 году, родилась девочка, которую назвали Мерсе́дес; она последовала по стопам отца и тоже посвятила свою жизнь медицине (ум. 1993).
Получив среднее образование, Ханс Гафрон стал студентом Берлинского университета, который успешно окончил в 1925 году, и после защиты диссертации ему была присвоена учёная степень доктора философии. Его научным руководителем был немецкий химик Вильгельм Траубе.
В 1937 году, не согласный с политикой Гитлера, Х. Гафрон покинул нацистскую Германию и переехал в Соединённые Штаты Америки. В 1939 году он был приглашён в Чикагский университет, где вскоре стал одним из ведущих специалистов по фотосинтезу и биохимическим процессам метаболизма растений.
В 1960 году Ханс Гафрон занял должность профессора в Институте молекулярной биофизики (IMB) в Университете штата Флорида.
Наиболее заметным научным открытием Гафрона стало обнаружение процесса, при котором одноклеточные зелёные водоросли могут продуцировать молекулярный водород (H2). На основе его работ ведётся множество исследований с целью получения в промышленных масштабах водорода, как возобновляемого биотоплива.
Ханс Гафрон умер 18 августа 1979 года в городке Фалмут в штате Массачусетс.